# A Girl Like Me
A Girl Like Me je druhé studiové album Barbadoské R&B zpěvačky Rihanny, které vydala 19. dubna 2006 v Japonsku, 24. dubna ve Velké Británii a 25. dubna v USA. Na albu se také začal výrazněji projevovat jako autorka. Na produkci alba Rihanna spolupracovala s Evan Rogers, Carl Sturken, Stargate a J. R. Rotem. Slavný zpěvák Ne-Yo napsal zpěvačce její dost úspěšný song Unfaithful.
Hudebně album obsahuje prvky Popu, Reggae a Balady. A Girl Like Me bylo vydáno jen 8 měsíců po vydání jejího prvního debutového alba.

## Úspěchy
Album debutovalo v USA na pátém místě a v prvním týdnu se jej prodalo přes 115,000 kusů, což bylo skoro dvakrát více než debutu Music of the Sun. V Británii album také skončilo nejlépe na páté příčce. Celkově se alba prodalo přes 4 milionu kusů a stalo se platinové od Americké asociace (RIAA).
V Česku se album dostalo nejvýše na 7. místo.
První singl SOS se dostal na čelo Billboard Hot 100 a druhá píseň Unfaithful skončila na druhém místě. Další dva singly We Ride a Break It Off na úspěch předešlých dvou nenavázaly.

## Seznam písní
1. "SOS" – 4:00
2. "Kisses Don't Lie" – 3:53
3. "Unfaithful" – 3:48
4. "We Ride" – 3:56
5. "Dem Haters" (featuring Dwane Husbands) – 3:52
6. "Final Goodbye" – 3:14
7. "Break It Off" (featuring Sean Paul) – 3:34
8. "Crazy Little Thing Called Love" (featuring J-Status) – 3:23
9. "Selfish Girl" – 3:38
10. "P.S. (I'm Still Not Over You)" – 4:11
11. "A Girl Like Me" – 4:18
12. "A Million Miles Away" – 4:11
13. "If It's Lovin' That You Want [Part II]" (feat Cory Gunz) – 4:08

Bonus tracks
1. "Who Ya Gonna Run To?" (Japonsko) – 4:00
2. "Pon de Replay" (Velká Británie, Nizozemsko a Itálie) – 4:04
3. "Coulda Been the One" (Japonsko) – 4:00

## Umístění ve světě
| Stát           | Umístění |
| -------------- | -------- |
| Kanada         | 1        |
| Nizozemsko     | 1        |
| Švýcarsko      | 1        |
| Filipíny       | 1        |
| Svět           | 3        |
| Japonsko       | 4        |
| Irsko          | 5        |
| USA            | 5        |
| Velká Británie | 5        |
| Česko          | 7        |
| Austrálie      | 9        |
| Německo        | 13       |
| Francie        | 18       |
| Finsko         | 30       |
| Polsko         | 42       |

| Prodejnost | Počet     |
| ---------- | --------- |
| Celkem     | 4,000,000 |